# クリス・コーネル
クリス・コーネル（Chris Cornell、本名：クリストファー・ジョン・ボイル（Christopher John Boyle）、1964年7月20日 - 2017年5月17日）は、アメリカ合衆国シアトル出身のシンガー、ギタリスト、ソングライター。声域は4オクターブにも及ぶ。
「Q誌の選ぶ歴史上最も偉大な100人のシンガー」において第93位。

## 来歴
父はアイルランド系カトリック教徒の薬剤師エド・ボイル、母はユダヤ系の計理士カレン・コーネル。兄ピーターとパトリック、妹ケイティ、スージー、マギーがいる。子だくさんだったため親の目が届かず寂しい幼少期を送った。14歳のときにフェンサイクリジン（通称エンジェルダスト）を経験し、パニック障害を罹患、広場恐怖症のため16歳まで友達もなく、引きこもって空想を巡らして暮らすような子供だった。両親がアルコール中毒だったことから早くから大酒を飲むようになり、20代後半には薬物に手を出し依存症となった。
ロックバンド、サウンドガーデン（1984年から1997年在籍）、オーディオスレイヴ（2001年から2007年在籍）にてボーカリストを務め、また、1度限りのトリビュートバンド、テンプル・オブ・ザ・ドッグのフロントマンを務める。同バンドはクリスのルームメイトだったアンドリュー・ウッドの追悼のために結成されたバンドである。
クロスビート2006年1月号の「100人が選ぶ史上最高の名曲」という特集で、クリスはデュラン・デュランの「ワイルド・ボーイズ」をピックアップしている。
キャリアの中で、4枚のソロアルバム『Euphoria Morning』（1999年）、『Carry On』（2007年）、『Scream』（2009年）、『Higher Truth』（2015年）をリリースしている。2006年には『007 カジノ・ロワイヤル』の主題歌（You know my name）を歌った。
2017年5月17日、サウンドガーデンのツアー先、デトロイト市内のホテルで死去。52歳没。当初死因は非公表とされていたが、後に遺体の状態から自殺（縊死）の可能性が高いことが公表された。

## ディスコグラフィ

### ソロ作品
- Euphoria Morning 1999年
- Carry On 2007年
- Scream 2009年
- Songbook 2011年（アコースティック・ライヴ・アルバム）
- Higher Truth 2015年

### コンピレーション
- The Roads We Choose – A Retrospective 2007年
- Chris Cornell 2018年（没後作品）

## 使用楽器
- ギブソン・ES-335[5]
- フェンダー・テレキャスター - ジョー・ストラマーへの憧れから使用。